# Ruchihe (sockenhuvudort i Kina, Hunan Sheng, lat 29,30, long 109,71)
Ruchihe (kinesiska: 汝池河, 塔泥乡) är en sockenhuvudort i Kina. Den ligger i provinsen Hunan, i den södra delen av landet, omkring 340 kilometer väster om provinshuvudstaden Changsha. Antalet invånare är 5 678. Befolkningen består av 2 785 kvinnor och 2 893 män. Barn under 15 år utgör 21,0 %, vuxna 15-64 år 67 %, och äldre över 65 år 11,0 %.
Runt Ruchihe är det ganska tätbefolkat, med 116 invånare per kvadratkilometer. Närmaste större samhälle är Hongyanxi, 8,0 km väster om Ruchihe. I omgivningarna runt Ruchihe växer i huvudsak blandskog.
Genomsnittlig årsnederbörd är 1 711 millimeter. Den regnigaste månaden är maj, med i genomsnitt 288 mm nederbörd, och den torraste är december, med 22 mm nederbörd.